# Podwojewodzi
Podwojewodzi (łac. vicepalatinus) – urząd funkcjonujący w Rzeczypospolitej Obojga Narodów. 
W Koronie  był to urzędnik podległy wojewodzie, w gestii którego leżało mianowanie na to stanowisko. W imieniu wojewody zajmował się kontrolą wag i miar, ustalaniem cen ogłaszanych w taksach wojewodzińskich, opieką i sądownictwem nad Żydami oraz chrześcijańskimi mieszkańcami jurydyk zamkowych. Sądownictwo nad ludnością żydowską powierzano podwojewodzim od XVI wieku, natomiast formalnie stało się ich obowiązkiem od czasu decyzji sejmu z 1633 roku. Wówczas to wyjęto spod ich jurysdykcji Żydów z województwa krakowskiego, gdzie sądami nad nimi zajmowali się inni urzędnicy. Nie wiadomo, kiedy ustanowiono urząd podwojewodziego, w Koronie nie był zaliczany do urzędów ziemskich.
W zakresie spraw związanych z ludnością żydowską, podwojewodzi kontrolował wybór władz gminy oraz jej finanse. Wchodził też w skład sądu, który rozstrzygał sprawy w których pozwanymi byli Żydzi oraz odwołania od wyroków sądów kahalnych w sporach między Żydami. Na ogół w większości województw urząd podwojewodziego łączył się ze stanowiskiem sędziego żydowskiego, który również zasiadał w tym sądzie.
W Wielkim Księstwie Litewskim i w Prusach Królewskich podwojewodowie, zaliczani w poczet tamtejszych urzędów ziemskich, byli zastępcami wojewodów, którzy wypełniali tam także obowiązki starostów. Czasem określano ich mianem „podwojewodów sądowych”, swoimi kompetencjami odpowiadali podstarościm w Koronie.
Na Litwie nazwa podwojewodziego pojawiła się w I ćwierci XVII wieku, wcześniej tego urzędnika zwano namiestnikiem. W hierarchii litewskich urzędów ziemskich, ustalonej na sejmie w 1768 roku, zajmował 11 spośród 23 miejsc.